# XXV dynastia

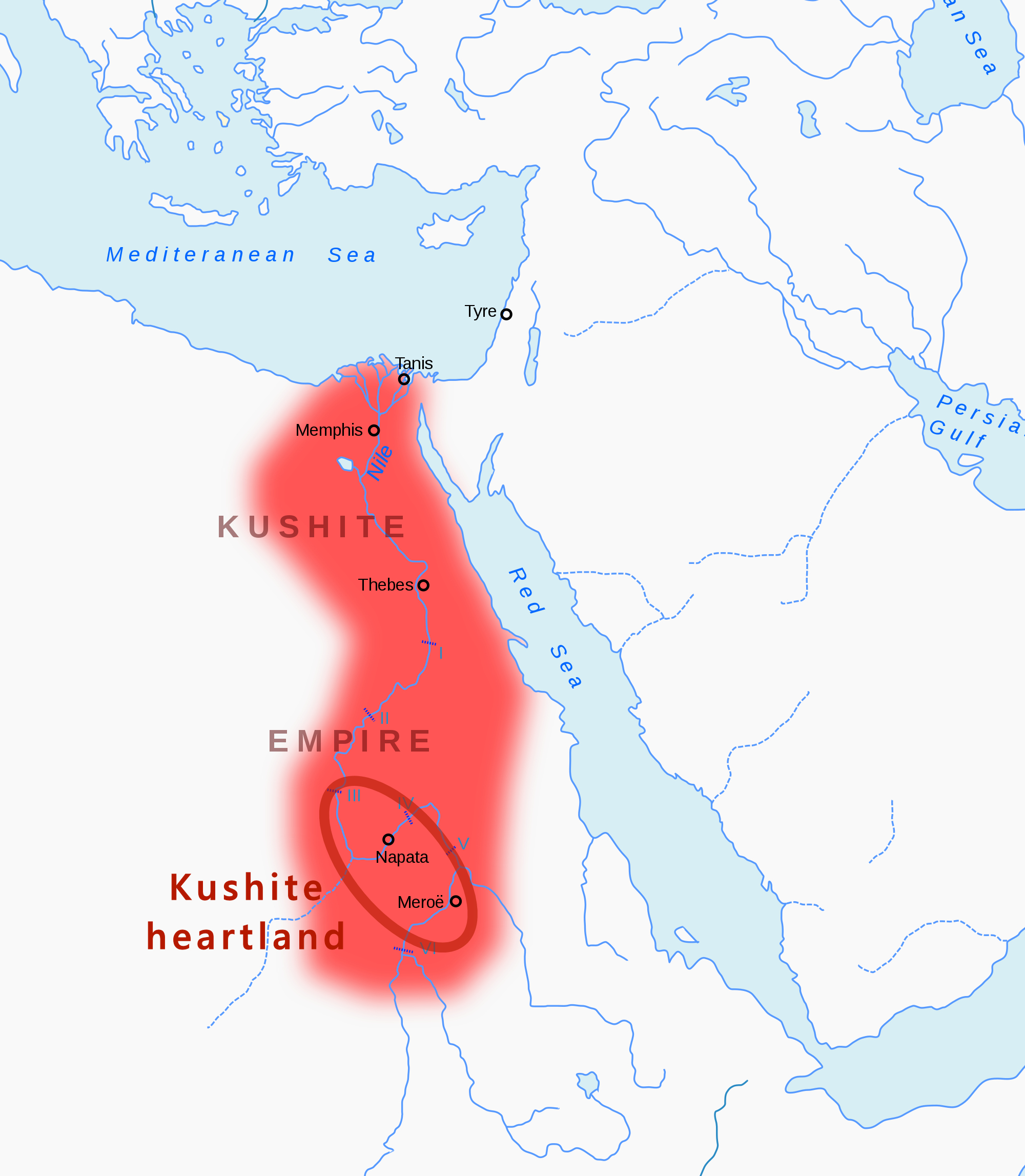
Zasięg zjednoczonego państwa XXV dynastii.

XXV dynastia – dynastia władców starożytnego Egiptu, wywodzących się z Nubii, rezydujących najpierw w Napacie, potem w Tebach, Memfis i Tanis, władających Egiptem w latach 746–655 p.n.e.
Ich zjednoczone państwo łączące Egipt oraz Kusz tworzyło największy terytorialny zasięg od czasów Nowego Państwa. Władcy dynastii podkreślali jego dualistyczny charakter nosząc korony z podwójnymi ureuszami.
Ostatni władcy dynastii zostali wyparci z Egiptu przez najazd asyryjski, który zapoczątkował panowanie XXVI dynastii. Najazdy na północny Kusz spowodowały przeniesienie ich ośrodka władzy do Meroe.
| Trzeci Okres Przejściowy – XXV dynastia kuszycka (nubijska) |                       |           |                                    |                     |                          |                             |                           |
| Władca                                                      | Lata panowania p.n.e. | Nomen     | Prenomen                           | Imię kuszyckie      | Żony                     | Miejsce pochówku            | Tereny podległe           |
| Alara                                                       | 780–760               | Alara     |                                    |                     |                          | Piramida w El-Kurru (Sudan) | Kusz                      |
| Kaszta                                                      | 760–747               | Kaszta    | MaatRe                             |                     | Pabatma                  | Piramida w El-Kurru (Sudan) | Kusz                      |
| Pianchi                                                     | 746–715               | Pianchi   | Usermaatre, Seneferre, Mencheperre | Pije                | Tabiri, Pekereslo, Abale | Piramida w El-Kurru (Sudan) | Kusz i Tebaida            |
| Szabaka                                                     | 715–700               | Szabaka   | Neferkare Meriamon                 | Szabako             | Masbet                   | Piramida w El-Kurru (Sudan) | Kusz, Dolny i Górny Egipt |
| Szabataka                                                   | 700–690               | Szabataka | Dżedkaure                          | Szebitku (Szebitko) | Arti, Kalhat             | Piramida w El-Kurru (Sudan) | Kusz, Dolny i Górny Egipt |
| Taharka                                                     | 690–664               | Taharka   | Chunefertemre                      | Taharko             | Tekahatamani             | Piramida w Nuri (Sudan)     | Kusz, Dolny i Górny Egipt |
| Tanutamon                                                   | 664–655               | Tanutamon | Bakare                             | Tanutamani          | Pijearti, Malagaje       | Piramida w El-Kurru (Sudan) | Kusz i Tebaida            |